# Казаково (Івановська область)
Казаково (рос. Казаково) — присілок в Палехському районі Івановської області Російської Федерації.
Населення становить 6 осіб. Входить до складу муніципального утворення Пановське сільське поселення.

## Історія
Від 2005 року входить до складу муніципального утворення Пановське сільське поселення.

## Населення
| 1859 | 1905 | 1967 | 1974 | 1979 | 1982 | 1988 |
| ---- | ---- | ---- | ---- | ---- | ---- | ---- |
| 179  | ↘178 | ↘97  | ↘62  | ↘47  | ↘36  | ↘26  |
| 1990 | 1997 | 2000 | 2006 | 2010 |      |      |
| ↘22  | ↘14  | ↘8   | ↘2   | ↗6   |      |      |